# Фабула (гурт)
Фабула — український метал-гурт, створений 11 листопада 2006 року в Херсоні.
Доволі складна і важка музика, певна суміш ню-металу і елементів готики у поєднанні з мелодійним жіночим вокалом.
У 2007 р. маловідомий на той час гурт «Фабула», який був наймолодшим учасником міжнародного фестивалю «кРок у майбутнє», став його лауреатом. Диплом їм вручав Алан Сілсон («Smokie»).
У 2008 року «Фабула» виступає на одній сцені із гуртами Pain та Within Temptation, отримує ротацію на BOUNCE.radio (США) та на Radio Krakow.
У травні 2011 р. рекордингова компанія EMI випустила альбом Фабули «На краю».
«Фабула» має кілька фан-клубів як в Україні, так і закордоном (зокрема, в Італії, Туреччині, Мексиці, Австралії).